# Усадище (Усадищенское сельское поселение)
Уса́дище — деревня в Волховском районе Ленинградской области. Административный центр Усадищенского сельского поселения.

## История
Деревня Усадище и смежное с ней село Спаское упоминаются на карте Санкт-Петербургской губернии А. М. Вильбрехта 1792 года.
Деревня Усадище и смежный с ней Спаской погост упоминаются на карте Новоладожского уезда 1807 года.
На карте -Петербургской губернии Ф. Ф. Шуберта 1834 года обозначено село Усадище, состоящее из 74 крестьянских дворов и в нём погост Усадицкой.

УСАДИЩЕ — деревня принадлежит Казённому ведомству, местопребывание пристава, число жителей по ревизии: 161 м. п., 202 ж. п.; При оной:

а) Церковь каменная во имя Спаса Преображения.

б) Волостное правление и училище в деревянном доме. (1838 год)

Село Усадище и при нём погост Усадицкой отмечены на карте Ф. Ф. Шуберта 1844 года.

УСАДИЩЕ — деревня Ведомства государственного имущества, по просёлочной дороге, число дворов — 25, число душ — 42 м. п. (1856 год)

УСАДИЩЕ — село казённое при колодце, число дворов — 85, число жителей: 215 м. п., 188 ж. п.

Церковь православная. Училищь два. Волостное правление. Обывательская станция (1862 год)

Сборник Центрального статистического комитета описывал его так:

УСАДИЩЕ (ЗАБОЛОТЬЕ) — село бывшее государственное, дворов — 78, жителей — 388;
 Волостное правление, церковь православная, школа, ветряная мельница, лавка, постоялый двор, ярмарка в Вербное Воскресенье, 25 марта, 23 апреля и 26 ноября. (1885 год)

Согласно материалам по статистике народного хозяйства Новоладожского уезда 1891 года имение при селении Усадище площадью 414 десятин принадлежало наследникам местного крестьянина А. В. Хлапунова, имение было приобретено до 1868 года.
Согласно епархиальным сведениям 1899 года в селе Усадище (Заболотье) находилась Преображенская церковь (ранее Усадище-Спасовская, Михайловского погоста) — центр православного прихода, к которому относилась 41 окрестная деревня.
В конце XIX — начале XX века село административно относилось к Усадище-Спассовской (Усадищской) волости 2-го стана Новоладожского уезда Санкт-Петербургской губернии.
По данным «Памятной книжки Санкт-Петербургской губернии» за 1905 год село называлось Усадище (Заболотье), в нём находилось волостное правление, ярмарки проходили в Вербное Воскресенье, 25 марта, 23 апреля и 26 ноября.

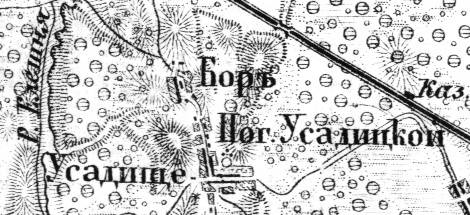
Село Усадище на карте 1915 года

Согласно военно-топографической карте Петроградской и Новгородской губерний издания 1915 года в селе Усадище находилась церковь и погост Усадицкой. На южной окраине села находилась ветряная мельница.
В начале 1920-х годов село стало центром Усадищенского сельсовета в составе Пролетарской волости Новоладожского уезда.
Согласно данным переписи населения СССР 1926 года в селе Усадище проживали 418 человек — большинство русские, а также евреи.
С августа 1927 года село в составе Волховского района Ленинградской области.
Согласно карте Ленинградской области Северо-западного аэрогеодезического треста ГГУ издания 1932 года деревня насчитывала 45 крестьянских дворов.
По данным 1933 года село Усадище являлось административным центром Усадищенского сельсовета Волховского района, в который входили 6 населённых пунктов: деревни Бор, Дуброво, Елешня, Мыслино, Польская и село Усадище, общей численностью населения 1604 человека.
По данным 1936 года в состав Усадищенского сельсовета входили 7 населённых пунктов, 490 хозяйств и 4 колхоза.
В 1960 году в деревне Усадище на базе нескольких колхозов был организован совхоз «Мыслинский» (ныне ОАО «Племзавод „Мыслинский“»).
По данным 1966 и 1973 годов деревня Усадище являлась административным центром Усадищенского сельсовета.
По данным 1990 года деревня Усадище являлась административным центром Усадищенского сельсовета, в который входили 25 населённых пунктов, общей численностью населения 2188 человек. В самой деревне Усадище проживали 1310 человек.
В 1997 году в деревне Усадище Усадищенской волости проживали 1238 человек, в 2002 году — 1304 человек (русские — 96 %).
С 1 января 2006 года в соответствии с областным законом № 56-оз от 6 сентября 2004 года «Об установлении границ и наделении соответствующим статусом муниципального образования Волховский муниципальный район и муниципальных образований в его составе» деревня Усадище стала административным центром Усадищенского сельского поселения.
В 2007 году в деревне Усадище Усадищенского СП проживали 1282 человека.

## География
Деревня расположена в южной части района на автодороге 41К-057 (Ульяшево — Подвязье — Мыслино), в месте примыкания к ней автодороги 41К-058 (подъезд к дер. Куколь).
Расстояние до районного центра — 17 км.
Деревня находится близ железнодорожной линии Волховстрой I — Вологда I. Расстояние до железнодорожной станции Мыслино — 3 км. Ближайший остановочный пункт — железнодорожная платформа 138 км (Сорокино).
К западу от деревни протекает река Елошня.

## Демография

### Национальный состав
Согласно данным Всероссийской переписи населения 2021 года в деревне проживали 1088 человек, из них:
 русские — 381 человек, белорусы — 2, украинцы — 2, азербайджанцы — 1, молдаване — 1, чеченцы — 1, другие национальности — 12 человек, остальные национальность не указали.

## Известные уроженцы
- Леонид Васильевич Яковлев (1905—1982) — советский военачальник, генерал-майор.